# Larz-Kristerz
Larz-Kristerz ist eine schwedische Dansband aus Älvdalen. 

## Bandgeschichte

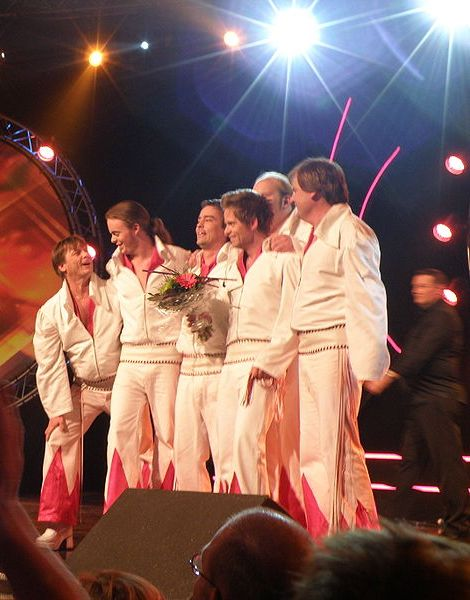
Larz-Kristerz

Gegründet wurde Larz-Kristerz 2001 von fünf Hobbymusikern. Über die Jahre nahmen sie drei Alben mit dem Titel Stuffparty 1-3 auf, blieben aber Amateurmusiker.
2008 nahmen sie am populären Dansbandskampen, einem jährlichen Dansband-Wettbewerb im schwedischen Fernsehen teil. Sie fielen durch ihre außergewöhnlichen 70er-Jahre-Kostüme und Perücken auf und konnten sich mit ihren Darbietungen bis ins Finale spielen. Durchwegs waren in den einzelnen Runden allerdings die jüngeren und moderneren Scotts vorne gelegen und damit Finalfavoriten. Trotzdem gelang es Larz-Kristerz im Finale 53 % der Anruferstimmen zu bekommen und als Sieger aus dem Wettbewerb hervorzugehen.
Ende Januar 2009 veröffentlichten Larz-Kristerz beim Label Sony ihre Debütsingle Carina, ihr eigenes Lied im Dansbandskampen-Finale, die sofort auf Platz eins der schwedischen Singlecharts einstieg. Das folgende Album Hem till dig erreichte wenig später in der ersten Verkaufswoche bereits Platin. Ein weiteres Album mit dem Titel Om du vill erschien im Herbst 2009 noch vor Beginn der Dansbandkampen 2009 und stieg sofort auf Platz 1 der schwedischen Albumcharts ein.

## Bandmitglieder
- Stefan Nykvist (Sänger, Klavier, Akkordeon)
- Peter Larsson (Sänger, Rhythmusgitarre)
- Kent Lindén (Sänger, Akkordeon, Orgel)
- Trond Korsmoe (Gitarre)
- Morgan Korsmoe (Bass)
- Mikael Eriksson (Schlagzeug)

## Diskografie
Alben
- Stuffparty 1 (2003)
- Stuffparty 2 (2004)
- Stuffparty 3 (2007)
- Hem till dig (2009)
- Om du vill (2009)
- Små ord av guld (2010)
- Från Älvdalen till Nashville (2011)
- 40 mil från Stureplan (2014)
- Våra bästa! (2015)
- Rätt å slätt (2016)
- Det går bra nu (2018)
- Lättare sagt än gjort (2020)
- Stuffparty 4 (2021)

Singles
- Carina (2009)
- Hem till dig (2009)
- Monte Carlo (2009)
- Här på landet / Dance With Somebody (2011)